# Wyatt Earp (film)
Wyatt Earp è un film del 1994 diretto da Lawrence Kasdan. È un film biografico che copre trent'anni di vita di Wyatt Earp.
Candidato all'Oscar nel 1995 per la migliore fotografia, il film si è invece aggiudicato due Razzie Awards nel 1994: per il peggior remake o sequel e per il peggior attore protagonista a Kevin Costner.

## Trama
Durante la guerra civile americana, l'adolescente Wyatt Earp vive nella sua fattoria di famiglia, mentre i suoi fratelli maggiori Virgil e James prestano servizio nell'esercito dell'Unione. Wyatt tenta di fuggire, con l'intenzione di mentire sulla sua età e unirsi alla guerra ma suo padre lo cattura. I suoi fratelli tornano a casa alla fine della guerra, con James gravemente ferito e la famiglia si trasferisce a ovest. Wyatt vede un uomo ucciso durante uno scontro a fuoco e vomita alla vista.
Anni dopo, Wyatt lavora a ovest come conducente di un carro, fungendo anche da arbitro per i combattimenti e si trova in contrasto con un bullo. Wyatt e il bullo arrivano al punto di combattere, con il bullo intenzionato a sparargli ma Wyatt lo disarma e lo sconfigge, prendendo la sua pistola.
Di ritorno a casa nel Missouri, Wyatt sposa la sua fidanzata d'infanzia, Urilla Sutherland. Si trasferiscono nella loro casa e lui inizia a lavorare come poliziotto; mesi dopo, però, la moglie incinta muore di febbre tifoide. Dopo essere rimasto al suo fianco per la malattia, Wyatt diventa profondamente depresso. Brucia la sua casa, inizia a bere e va da una città all'altra, arrivando a Pine Bluff, nell'Arkansas. Deruba un uomo e ruba il suo cavallo ma viene catturato. Con Wyatt che sta per affrontare la sicura impiccagione, suo padre lo fa uscire di prigione, dicendogli di non tornare mai più in Arkansas.
Lavorando come cacciatore di bufali, Wyatt fa amicizia con Bat Masterson e suo fratello Ed Masterson. Gli anni passano e Wyatt diventa un vice sceriffo a Wichita, nel Kansas, costruendosi una reputazione da bravo uomo di legge. Viene reclutato per lavorare come vice a Dodge City, con un salario inferiore ma guadagnando denaro extra per ogni arresto. A Dodge City, Wyatt uccide il suo primo uomo, sotto gli occhi dell'attrice Josie Marcus. Wyatt ha una relazione con una prostituta, Mattie Blaylock e i Masterson si uniscono a lui come vice. Wyatt crede che Ed sia troppo passivo, ma il consiglio comunale di Dodge City licenzia Wyatt per la sua forza eccessiva, nominando Ed per prendere il suo posto. Wyatt inizia a lavorare per la ferrovia, catturando i fuorilegge.
Inseguendo il fuorilegge Dave Rudabaugh, Wyatt viene presentato al pistolero e giocatore d'azzardo Doc Holliday a Fort Griffin, in Texas e i due diventano amici. Holliday assiste Earp nel localizzare Rudabaugh. Wyatt riceve la notizia che Ed è stato ucciso, dopo aver 
ucciso entrambi i suoi assalitori prima di morire per strada. Wyatt torna a Dodge City per aiutare a portare la legge e l'ordine, prima di spostare la sua famiglia a Tombstone, in Arizona, nonostante le proteste di mogli e Mattie. Wyatt si trova immediatamente in conflitto con la banda di "Cowboy". Ha una relazione con Josie Marcus, facendo arrabbiare il suo fidanzato, lo sceriffo Behan, sottolineando il suo rapporto con Mattie e diventa oggetto di voci sulla città.
Wyatt e i suoi fratelli Morgan e Virgil arrestano diversi cowboy e Virgil subentra come sceriffo dopo l'omicidio di Fred White. La tensione cresce tra i fratelli e la banda mentre Wyatt interrompe diverse alterazioni che coinvolgono i Cowboys, in particolare Ike Clanton, e Doc Holliday giura la sua lealtà verso Wyatt, che considera il suo unico vero amico. La sparatoria all'OK Corral rende i fratelli molto impopolari in città. A Virgil viene tesa un'imboscata e ferito mentre Morgan viene ucciso. In un grido di vendetta, Wyatt e i suoi amici si vendicano contro i Cowboy rimasti.
Molti anni dopo, Wyatt e Josie estraggono l'oro in Alaska. Un giovane sulla stessa barca riconosce Wyatt e racconta una storia in cui Wyatt aveva salvato lo zio del ragazzo, "Tommy Behind-The-Deuce". Wyatt dice a Josie, "Alcune persone dicono che non è successo in quel modo", a cui lei risponde, "Non curarti di loro, Wyatt. È successo in quel modo."
Un epilogo afferma che Doc Holliday è morto sei anni dopo in un ospedale a Glenwood Springs, in Colorado. I membri della banda di Clanton continuarono a morire misteriosamente per anni dopo l'omicidio di Morgan. Il matrimonio di Josie e Wyatt è durato 47 anni fino alla morte di Wyatt all'età di 80 anni a Los Angeles.

## Produzione
Kevin Costner era stato originariamente coinvolto in Tombstone, un altro film incentrato sulle vicende di Wyatt Earp. Poiché la produzione voleva dare maggiore spazio ai personaggi secondari, l'attore abbandonò il progetto per realizzare una propria versione con la collaborazione del regista Lawrence Kasdan, in cui l'enfasi si concentrava invece tutta sul protagonista.
Le riprese avvennero tra il 19 luglio e il 15 dicembre 1993 prevalentemente tra il Nuovo Messico e il Dakota del Sud.

## Distribuzione
Wyatt Earp è stato distribuito nei cinema statunitensi a partire dal 24 giugno 1994, sei mesi dopo l'uscita di Tombstone.
Il film in Italia è stato distribuito a partire dal 15 ottobre 1994. Il doppiaggio in italiano del film avviene per opera della C.D.C., a cura di Alberto Piferi, sotto la direzione di Manlio De Angelis, assistito da Silvia Menozzi.

## Accoglienza

### Incassi
Nonostante un importante budget di 63 milioni, al botteghino incassò soltanto 25 milioni, mentre il rivale (costato nemmeno la metà del budget) superò i 56 milioni di dollari.

### Critica
Le recensioni del film sono per lo più negative, fin dalla sua uscita, nel 1994. Il 15 ottobre, il Corriere della Sera così descrive la pellicola: "[...] 'Wyatt Earp', pur risultando di accurata e sapiente fattura, manca di una vera ragione d'essere; e mentre non ci fa affezionare al protagonista, non ci consente neppure di farcene un'idea. [...]". Il 12 ottobre Fabio Ferzetti su Il Messaggero scrive: "[...] Lungo, accurato, zeppo di dettagli e buone intenzioni, ma confuso e dotato di una sola idea forte [...] è il prototipo di una lunga serie di giustizieri americani. [...] Qua e là Kasdan ritrova la mano di un tempo e almeno la sparatoria all'O. K. Corral, una periferia squallida e anonima, è un gioiello di coreografia e concisione. Ma invece di farci pensare il suo 'Wyatt Earp' finisce col pensare per noi. E questo è difficile da accettare." Il 19 ottobre, Gian Luigi Rondi su Il Tempo sentenzia: "[...] Un'operazione quasi inutile [...] diluita e ripetitiva negli schemi narrativi, stanca e quasi sfibrata nei modi di rappresentazione: all'opposto, dunque, di un vero western.".
In tempi a noi più vicini, altre critiche non hanno ammorbidito il giudizio negativo sostanzialmente unanime della critica. Adriano De Carlo su MYmovies.it commenta il film con queste parole: " Il materiale per riempire le tre ore e più di proiezione non manca. Ma se il film è lungo è solo per innalzare un fragile monumento al narcisismo di Costner. Wyatt Earp è un'occasione mancata [...]. Lo scarso successo di pubblico punisce il film al di là dei suoi demeriti." FilmTv.it del film scrive: "Raramente capita di assistere a un film hollywoodiano in grande stile e con grandi nomi dal risultato così modesto. Una noia pari solo al senso di inutilità e di impotenza di chi si è ritrovato tra le mani un giocattolo rotto.".

## Riconoscimenti (parziale)
- Premio Oscar
  - 1995 - Candidatura alla migliore fotografia a Owen Roizman
- Razzie Awards
  - 1994 - Peggior remake o sequel
  - 1994 - Peggior attore protagonista a Kevin Costner
  - 1994 - Candidatura al peggior film
  - 1994 - Candidatura al peggior regista a Lawrence Kasdan
  - 1994 - Candidatura alla peggior coppia a Kevin Costner, Annabeth Gish, Joanna Going e Mare Winningham